# Facundo Tello
Facundo Raúl Tello Figueroa (Bahía Blanca, 4 mei 1982) is een Argentijns voetbalscheidsrechter. Hij is in dienst van FIFA en CONMEBOL sinds 2019. Ook leidt hij sinds 2013 wedstrijden in de Primera División.
Op 18 mei 2013 leidde Tello zijn eerste wedstrijd in de Argentijnse nationale competitie. Tijdens het duel tussen Godoy Cruz en Vélez Sarsfield (3–1) trok de leidsman viermaal de gele kaart. In continentaal verband debuteerde hij op 8 februari 2019 tijdens een wedstrijd tussen Deportivo La Guaira en Atlético Nacional in de tweede ronde van de Copa Libertadores; het eindigde in 0–1 en de Argentijnse scheidsrechter gaf één gele kaart. Zijn eerste interland floot hij op 5 september 2021, toen Ecuador met 0–0 gelijkspeelde tegen Chili in een kwalificatiewedstrijd voor het WK 2022. Tijdens dit duel gaf Tello vier gele kaarten en een rode.
In mei 2022 werd hij gekozen als een van de scheidsrechters die actief zouden zijn op het WK 2022 in Qatar. Tijdens dit toernooi leidde hij drie wedstrijden. In april 2024 werd hij als onderdeel van een samenwerking tussen de CONMEBOL en de UEFA opgenomen op de lijst van scheidsrechters voor het EK 2024 in Duitsland. Tijdens het toernooi floot hij twee groepswedstrijden.

## Interlands
| Datum            | Plaats                   | Wedstrijd              | Uitslag            | Competitie           | Kreeg geel | Kreeg voor de tweede keer geel en dus rood | Weggestuurd |
| ---------------- | ------------------------ | ---------------------- | ------------------ | -------------------- | ---------- | ------------------------------------------ | ----------- |
| 5 september 2021 | Quito, Ecuador           | Ecuador – Chili        | 0 – 0              | WK 2022 kwalificatie | 4          | 0                                          | 1           |
| 17 november 2021 | Barranquilla, Colombia   | Colombia – Paraguay    | 0 – 0              | WK 2022 kwalificatie | 5          | 1                                          | 0           |
| 4 december 2021  | Ar Rayyan, Qatar         | Jordanië – Marokko     | 0 – 4              | FIFA Arab Cup 2021   | 2          | 0                                          | 0           |
| 7 december 2021  | Al Wakrah, Qatar         | Algerije – Egypte      | 1 – 1              | FIFA Arab Cup 2021   | 7          | 0                                          | 1           |
| 18 december 2021 | Doha, Qatar              | Qatar – Egypte         | 0 – 0 (5 – 4 n.s.) | FIFA Arab Cup 2021   | 1          | 0                                          | 0           |
| 2 februari 2022  | Belo Horizonte, Brazilië | Brazilië – Paraguay    | 4 – 0              | WK 2022 kwalificatie | 3          | 0                                          | 0           |
| 25 maart 2022    | Barranquilla, Colombia   | Colombia – Bolivia     | 3 – 0              | WK 2022 kwalificatie | 5          | 0                                          | 0           |
| 24 november 2022 | Al Wakrah, Qatar         | Zwitserland – Kameroen | 1 – 0              | WK 2022              | 3          | 0                                          | 0           |
| 2 december 2022  | Ar Rayyan, Qatar         | Zuid-Korea – Portugal  | 2 – 1              | WK 2022              | 2          | 0                                          | 0           |
| 10 december 2022 | Doha, Qatar              | Marokko – Portugal     | 1 – 0              | WK 2022              | 3          | 1                                          | 0           |
| 18 oktober 2023  | Quito, Ecuador           | Ecuador – Colombia     | 0 – 0              | WK 2026 kwalificatie | 6          | 0                                          | 0           |
| 18 juni 2024     | Dortmund, Duitsland      | Turkije – Georgië      | 3 – 1              | EK 2024              | 3          | 0                                          | 0           |
| 23 juni 2024     | Stuttgart, Duitsland     | Schotland – Hongarije  | 0 – 1              | EK 2024              | 5          | 0                                          | 0           |
| 7 september 2024 | Curitiba, Brazilië       | Brazilië – Ecuador     | 1 – 0              | WK 2026 kwalificatie | 1          | 0                                          | 0           |
| 12 oktober 2024  | Lima, Peru               | Peru – Uruguay         | 1 – 0              | WK 2026 kwalificatie | 1          | 0                                          | 0           |
| 20 november 2024 | Santiago, Chili          | Chili – Venezuela      | 4 – 2              | WK 2026 kwalificatie | 4          | 0                                          | 0           |

Laatst bijgewerkt op 27 november 2024.